# Ernesto Fígoli
Ernesto Fígoli conhecido como Matucho (Montevidéu, 21 de agosto de 1888 - Montevidéu, 26 de julho de 1951) foi um futebolista e técnico de futebol uruguaio, campeão olímpico como treinador.

## Carreira
Ernesto Fígoli foi treinador da parte inicial da chamada Celeste Olímpica, conquistando, entre outros títulos, o campeonato olímpico nos Jogos Olímpicos de Paris em 1924.